# Villa romana de Las Musas
La Villa romana de Las Musas, o de Arellano, es un yacimiento arqueológico perteneciente a la época de romanización de Hispania, está situada en la localidad de Arellano (Navarra, España) y se estima una cronología de uso y ocupación que abarca desde el siglo I d. C. hasta el siglo V. Su nombre latino, Fundus Aurelianus (‘granja de Aurelio’), es el origen del topónimo Arellano de su localidad. Se tiene noticia arqueológica del lugar desde finales del siglo XIX aunque las excavaciones actuales dieron comienzo en 1988. Algunos de los mosaicos localizados en el lugar se conservan y exponen en el Museo Arqueológico Nacional de España. El yacimiento se ha musealizado y desde 2008 es visitable por el público.
Desde 2015 es una de las nueve fundadoras de las red nacional «Uillae Hispaniarum (Las Villas romanas de Hispania)» junto a las de  Almenara-Puras en Valladolid, El Ruedo en Almedinilla y Fuente Álamo en Puente Genil (ambas en Córdoba), Fortunatus en Fraga (Huesca), La Olmeda en Pedrosa de la Vega (Palencia), La Loma de Regadío en Urrea de Gaén (Teruel), Veranes en Gijón (Asturias) y Los Villaricos en Mula (Murcia). A estas nueve hay que añadir la Villa romana de Salar (Granada).

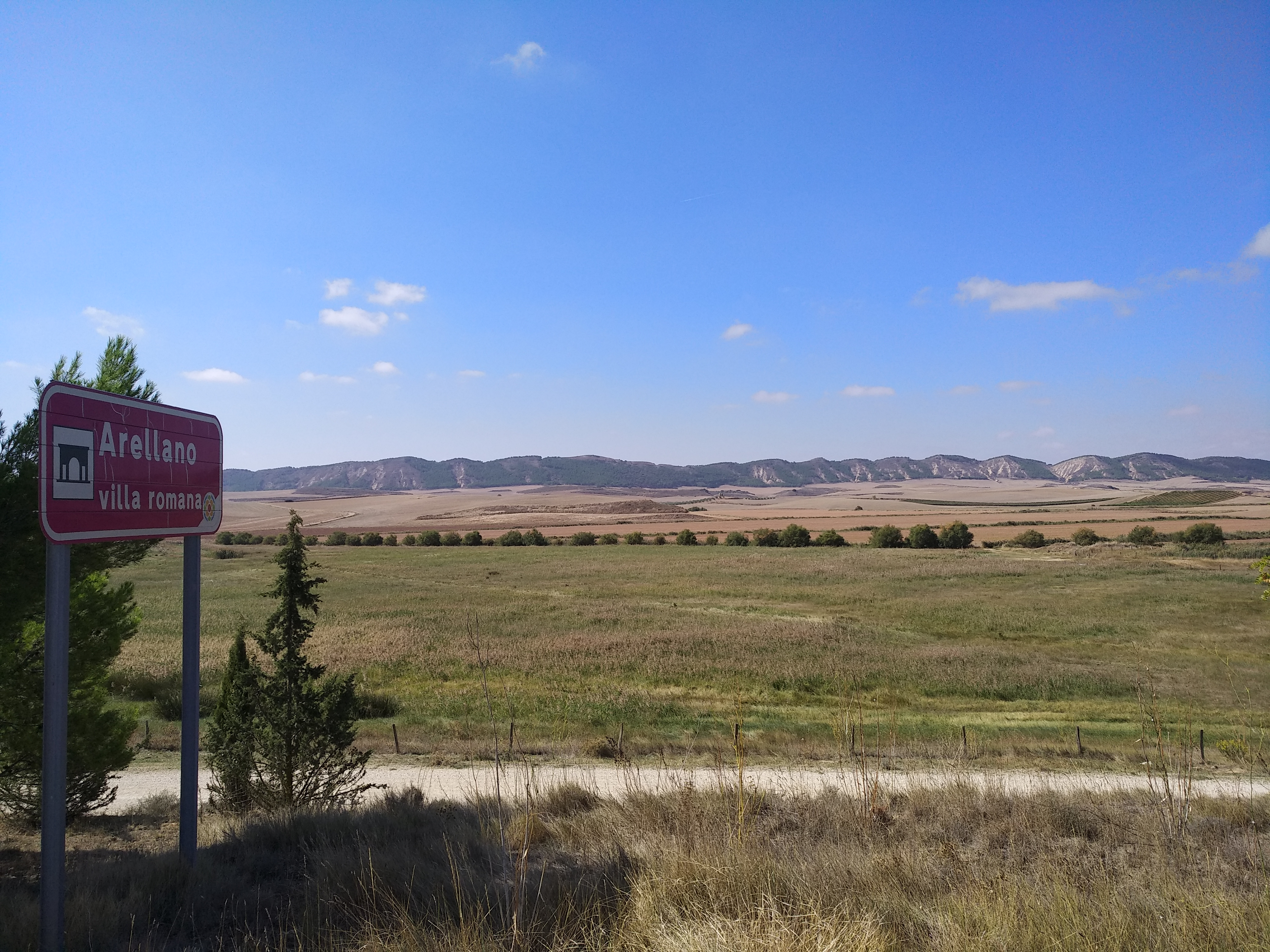
Villa romana de Arellano (Navarra) - Vista del entorno

## Contexto geográfico
Está ubicado a 6,5 km al sur del centro urbano de Arellano, en el paraje conocido como Alto de la Cárcel, a una altitud de 420 m s. n. m. en una de las terrazas formadas por la red de afluentes del río Ega. El terreno es de areniscas y arcillas oligomiocénicas, dominando un espacio abierto entre la sierra de Arrosia-Cortabay, al noroeste, y las estribaciones de Montejurra, al norte. La villa domina una zona abierta llana y bastante pantanosa, ocupada en época romana por un lago artificial. El uso agrícola de esta superficie se ha centrado en cultivos de secano (cereal, olivo, vid) y de espárragos.
El asentamiento domina una superficie de 20 km2. Aunque dentro del término municipal de Arellano, en la comarca del Piedemonte meridional de Montejurra, está igualmente cercano, por la parte oriental, a Allo (6 km), sobre la NA-122 que, atravesando la histórica comarca de la Solana, une, de norte a sur, Estella y Cárcar, atravesando Lerín (16 km). Por la parte occidental está Arróniz (5 km), en la falda meridional de Montejurra, el antiguo Valle de Santesteban de la Solana, junto a la antigua vía romana XXXIV, luego ruta jacobea y A-12, a unos 12 km de Los Arcos. La ciudad romana de Andelo se sitúa a poco más de 20 km al oeste.

## Descripción del yacimiento
La romanización y el poblamiento en el valle del Ega, aunque contiene muchas evidencias de su presencia, ha sido poco estudiada. En el caso de este yacimiento, su período de actividad abarca 400 años (del siglo I hasta mediados del V).
La villa romana era la explotación agrícola por excelencia en la Antigüedad. En época republicana y alto imperial la villa era un centro de abastecimiento de los núcleos urbanos. Sin embargo a partir del {siglo III, el gran propietario, el dominus, abandonó los centros urbanos y se instaló en el campo. Al mismo tiempo, muchos ciudadanos se trasladaron a las villas en busca de trabajo y se creó un sistema de colonato por el cual el hombre adscrito a la tierra que trabajaba, pagaba la protección y tutela del señor mediante servicios y tributos en metálico o en especie. Junto a los colonos, siervos y esclavos completaban la fuerza de trabajo.
Siguiendo las recomendaciones recogidas en los tratados de agricultura de la época (Varrón, Columela o Catón), la villa estaba ubicada en el centro de la explotación y en un pequeño alto, facilitando el control del territorium, «en lugares fértiles, próximos a caudales de agua y en zonas de mediana altura. También debían estar bien comunicadas para favorecer el comercio y los desplazamientos».
A tenor de las excavaciones practicadas hasta finales del siglo XX (se estimaba que se había excavado «solamente un tercio de la zona ocupada por edificaciones») se han identificado dos fases constructivas que «responden a una modificación de las funciones, pasando de ser un asentamiento fundamentalmente de explotación agrícola a convertirse además, en lugar de residencia lujosa del dominus.
El estudio de esta villa debe seguir tres fases constructivas, desde la preparación del terreno al abandono y deteniéndonos en detallar las características y funciones de las dependencias que conformaban la vida y actividad de estos dos periodos. Columela describía que una villa estaba compuesta por tres partes: 
- Pars urbana: reservada al propietario, la villa; era la residencia del dominus y, como tal, era la zona más rica de la villa, especialmente a partir de siglo 111 cuando el gran propietario se trasladó de la ciudad al campo. La pars urbana se convirtió, sobre todo en el siglo IV, en una lujosa vivienda que tendía a equipararse con la casa de la ciudad, tanto en su disposición arquitectónica como en su decoración. Conocemos muchas de las soluciones arquitectónicas adoptadas en las edificaciones señoriales de las villas gracias a los restos arqueológicos que nos han llegado, contrastables, en múltiples ocasiones, con las representaciones de pinturas y mosaicos, especialmente el de las Musas de Arellano.
- Pars rustica: zona donde se localizaban las habitaciones destinadas a almacenes, equipamientos, herramientas del personal de servicio de la villa, doméstico y agrario, así como las diversas zonas de trabajo, producción y almacenamiento.[10]
- Pars fructuaria: dedicada a la elaboración, transformación y almacenaje de los productos agrícolas.

Aplicada esta composición al caso del yacimiento, se han encontrado y excavado las dos últimas mientras que la primera, donde se encontró el mosaico y, por tanto, estaría la villa, sigue ocupada por una viña en uso y explotación. Hasta ahora se han excavado los edificios dedicados al «alojamiento, cocinas, etc. y a la elaboración del vino, bodega y almacenes».

## Intervenciones arqueológicas

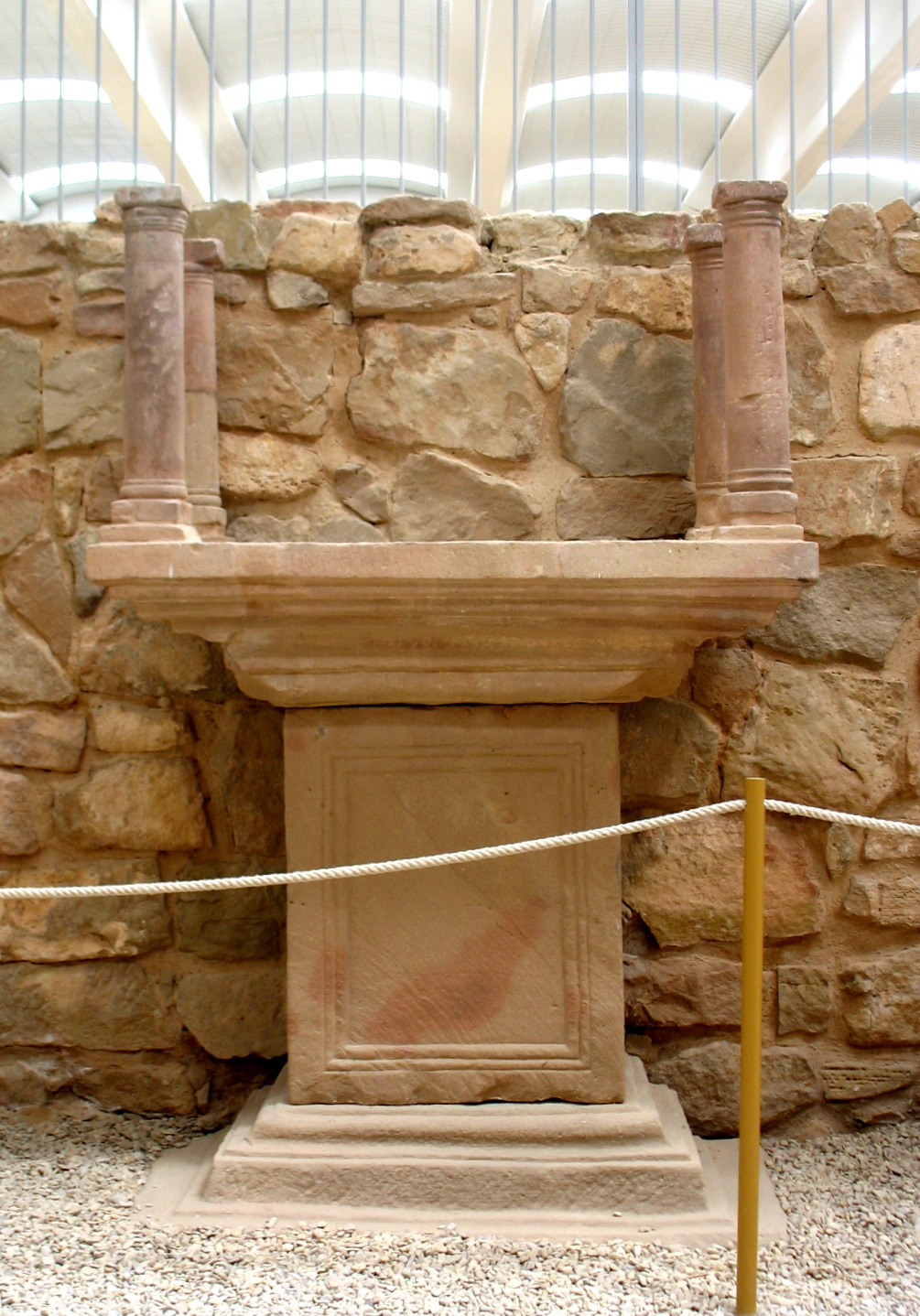
Lararium de Arellano

Las primeras noticias de interés arqueológico recibidas del lugar fueron en 1882 durante las labores de plantación de un viñedo. Entonces se adjudicó equivocadamente la localidad de Arróniz como lugar del hallazgo, debido a que el yacimiento está más cerca de este lugar que de Arellano. Ya entonces se extrajo el Mosaico de las Musas, que estuvo repartido entre Pamplona (en el antiguo Museo de la Cámara de Comptos) y Madrid, hasta que se reunificó en 1945 tras un acuerdo entre el Museo Arqueológico Nacional y la Institución Príncipe de Viana.
Ya en 1942 Blas Taracena Aguirre «realizó unas zanjas de comprobación en el lugar del hallazgo del mosaico de las Musas en término de Arellano». Taracena excavó en «18 zanjas, de 10 en 10 metros, que acusaron restos de un edificio extenso como de 150 x 50 m», siendo ya entonces considerados como pertenecientes a una villa romana.
En 1985, ante la abundancia de hallazgos en superficie (cerámicas, teselas y materiales metálicos) se decide «organizar una breve campaña de excavación en colaboración de profesores y alumnos del Instituto de Tierra Estella». El objetivo era «comprobar el estado de conservación del yacimiento y establecer su delimitación espacial». Puesto que el lugar donde se encontró el mosaico era una viña, se exploró el terreno adyacente «mostrándonos un sistema de lagares que atestiguaba la existencia de una amplia villa con su industria de elaboración de vino».

### Campañas entre 1988 - 1994
Lo que iba a ser una "breve campaña" en 1985, se convirtió en una serie de intervenciones consecutivas entre 1988-1994.
En la campaña de 1991 se avanzó en el conocimiento de las zonas aledañas a los edificios conocidos de la villa. En el norte se encontró una gran explanada que cumplía la función de área de descarga. Al este, había una serie de muros de contención y canalización de las aguas hacia los desagües. También se cree que pudo haber un establo en una de las naves junto al muro de época anterior, posiblemente con función defensiva. El último descubrimiento efectuado este año en las proximidades de la villa ha sido una presa, construida con el propósito de formar un embalse de grandes dimensiones para asegurar el abastecimiento de agua, tanto para fines domésticos como agrícolas. 
La campaña de 1994 se dedicó a terminar la excavación de la cella vinaria (bodega) cuyo vaciado había empezado en 1988. Entre los hallazgos destaca un lararium «con una gran peana a modo de altar y que estaría rematado por un templete». Cuando el fuego devastó la villa y «se produjo el incendio de la bodega este larario estaba en uso, pues se ha visto todo el proceso de su destrucción: las esquinas de la cornisa donde apoyaban las columnillas cedieron y se fragmentaron por el golpe de los elementos de la techumbre al caer encima. Ha quedado claro también que el derrumbe se produjo de forma muy violenta y sepultó todas las dolias y otros utensilios que se encontraban en la cella apilados ordenadamente.»
Entre el resto de materiales, que atestiguan esta violenta y precipitada destrucción, salieron a la luz ollas de cocina de «borde plano y decorado al peine» y una curiosa «anforita votiva, sin duda relacionada con los rituales del larario».
También se encontraron piezas de bronce, como «un aplique con cabeza de Medusa, un cazo colador y una rueda dentada», así como «numerosos fragmentos de pintura mural así como fragmentos de cornisas y veneras de estuco, estas últimas relacionadas con la parte superior del larario».
Finalmente, en esta campaña de 1994 se realizaron trabajos de limpieza y mantenimiento de diversos sectores como la parte oeste (muralla y extramuros de la bodega).

Villa romana de Las Musas (Arellano)
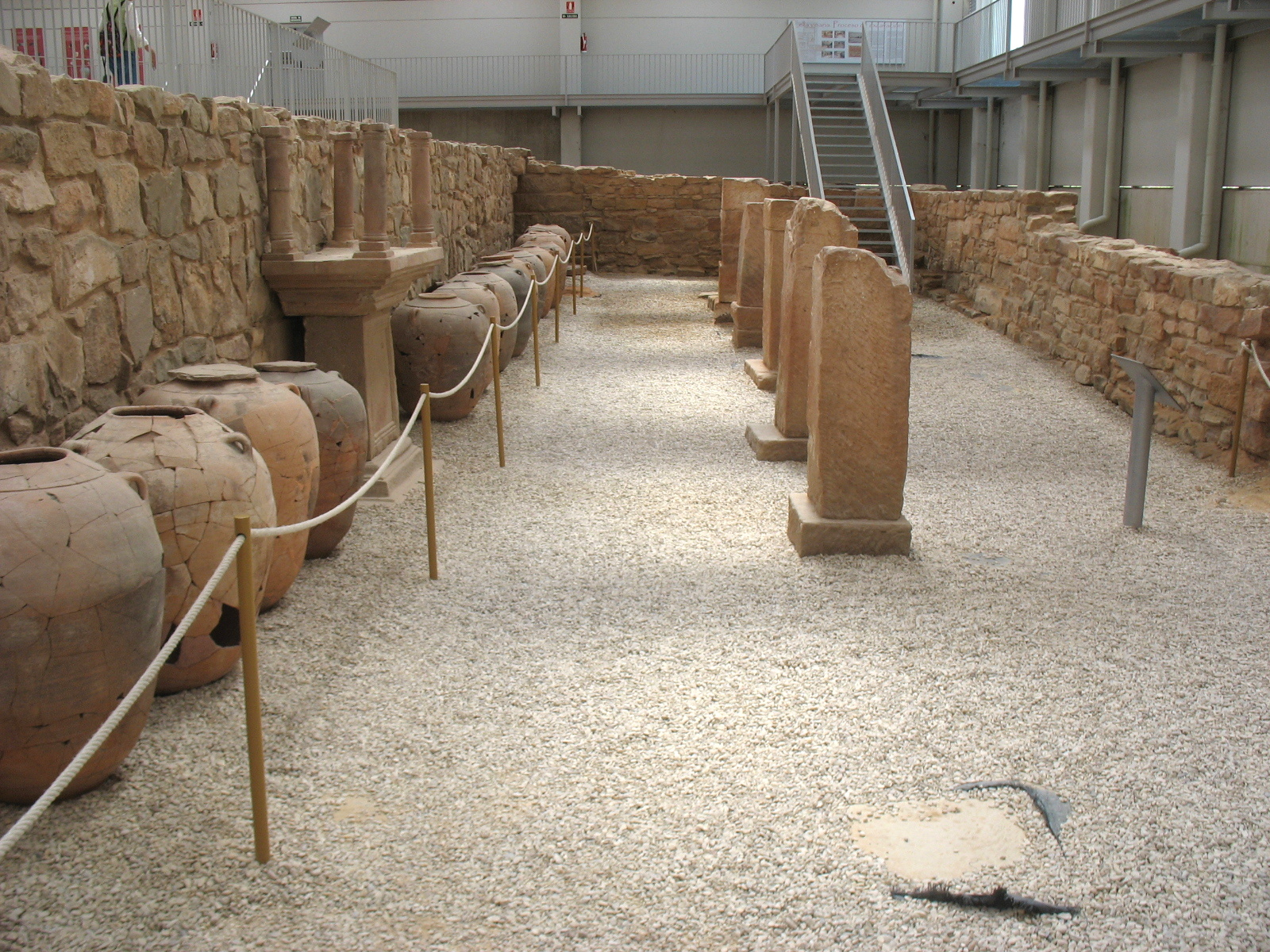
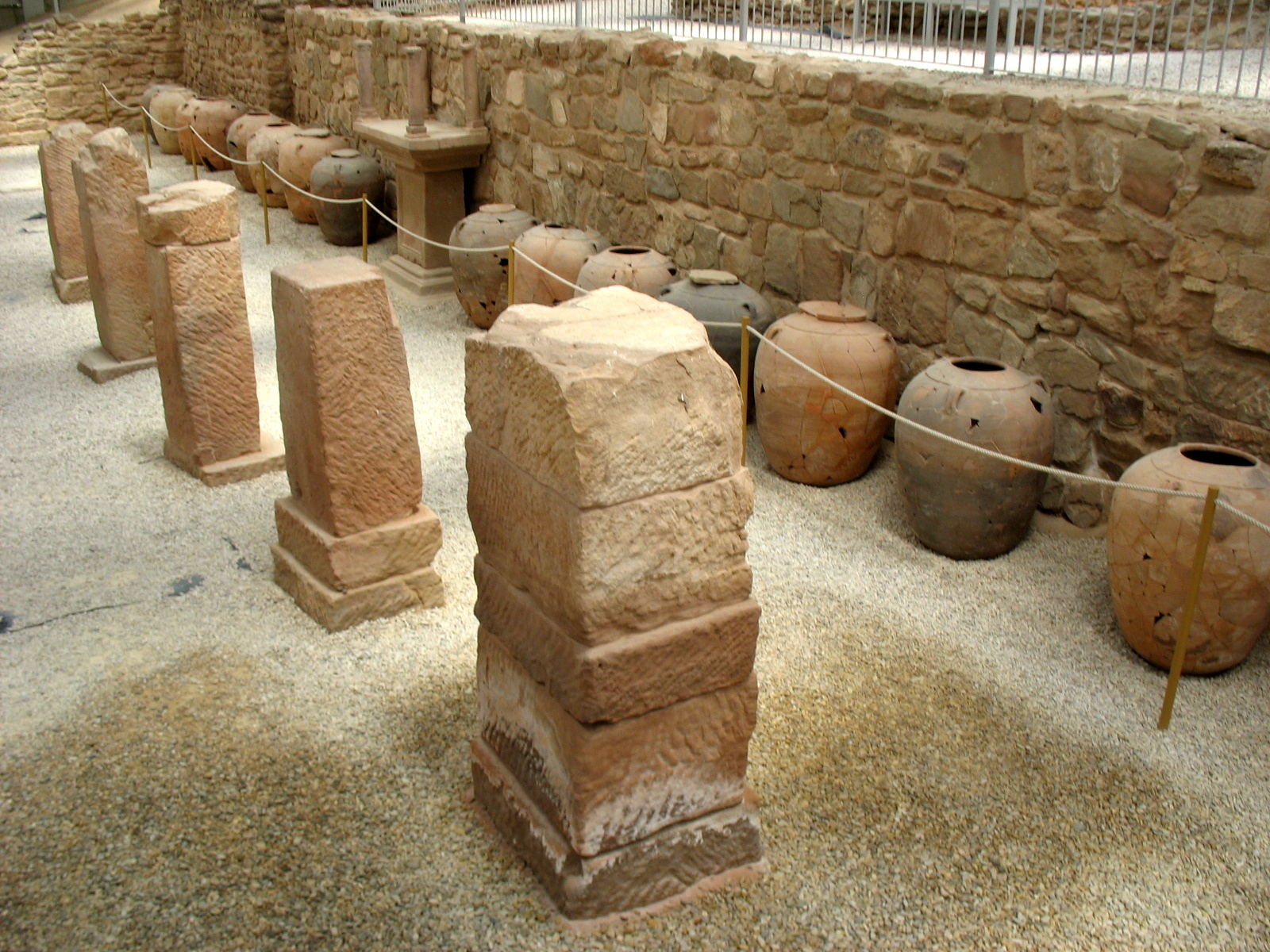
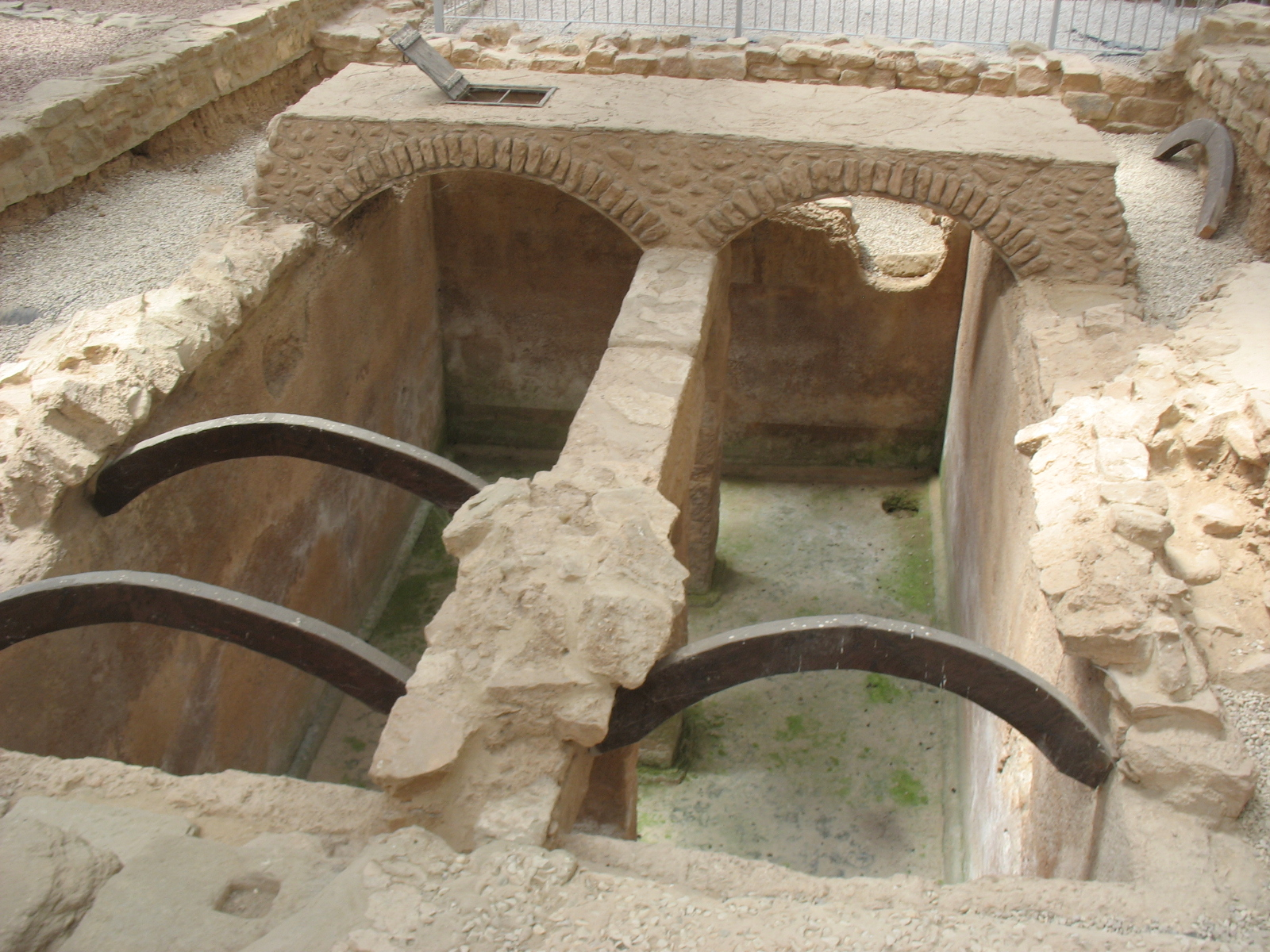
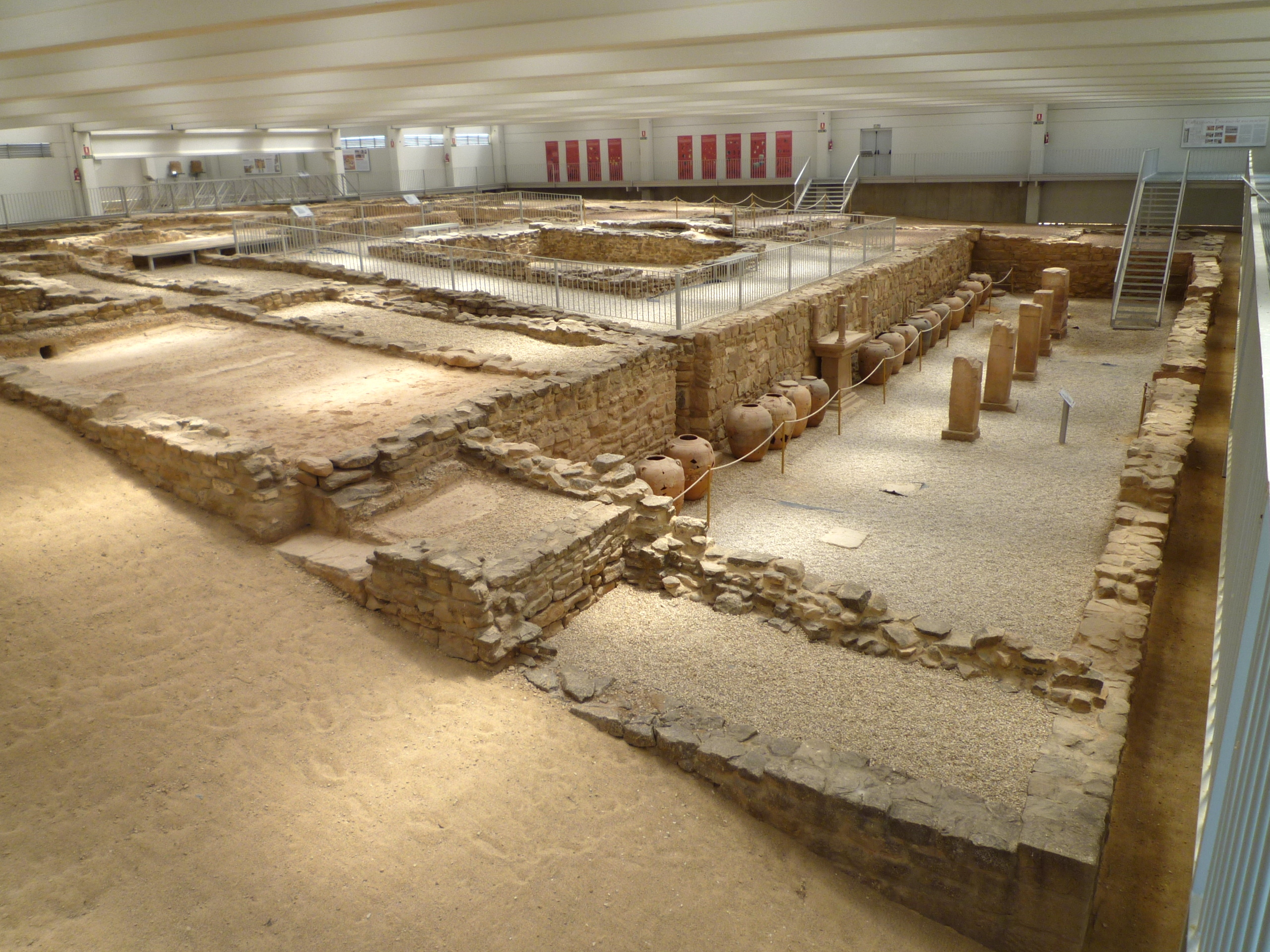
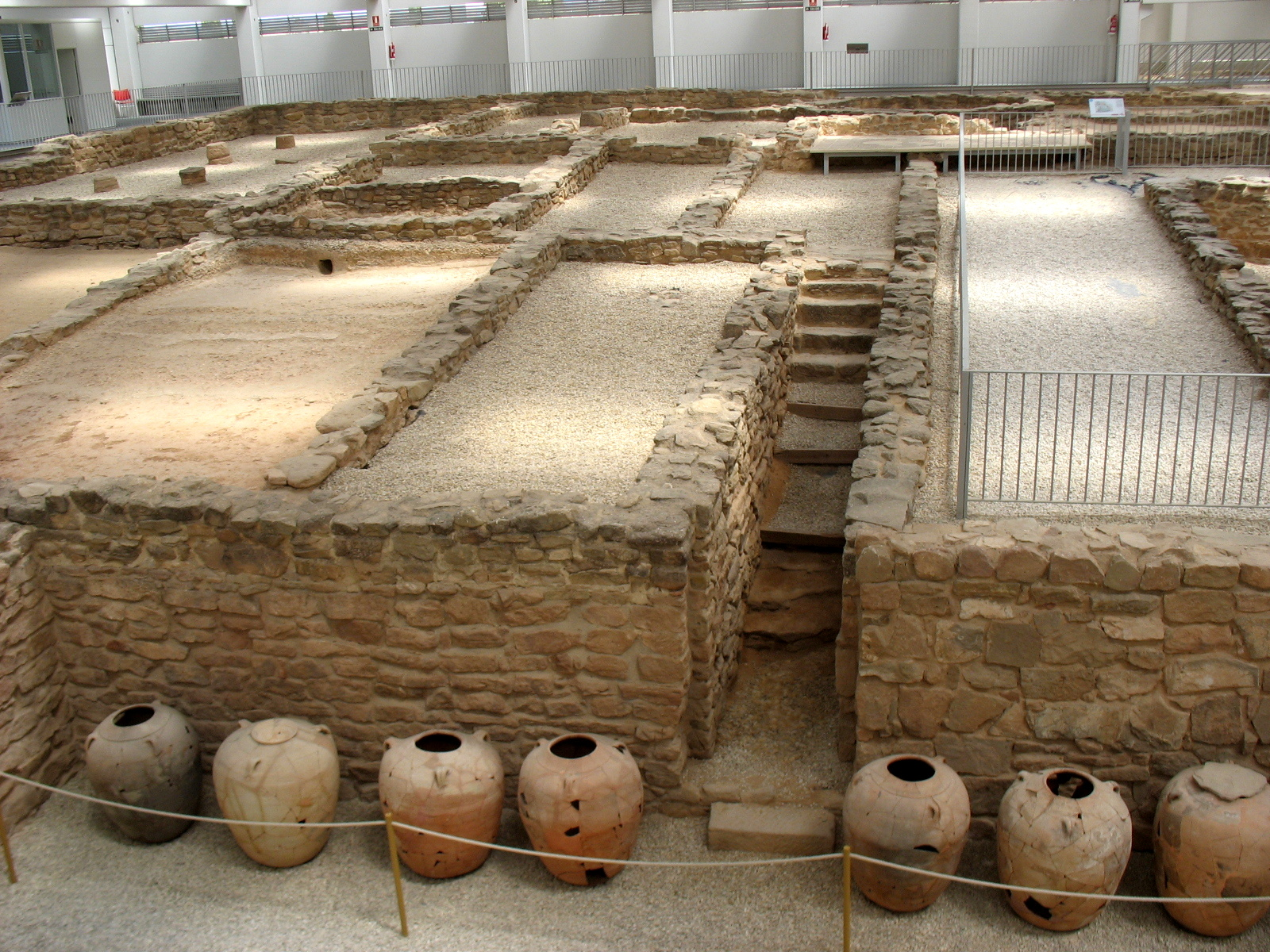
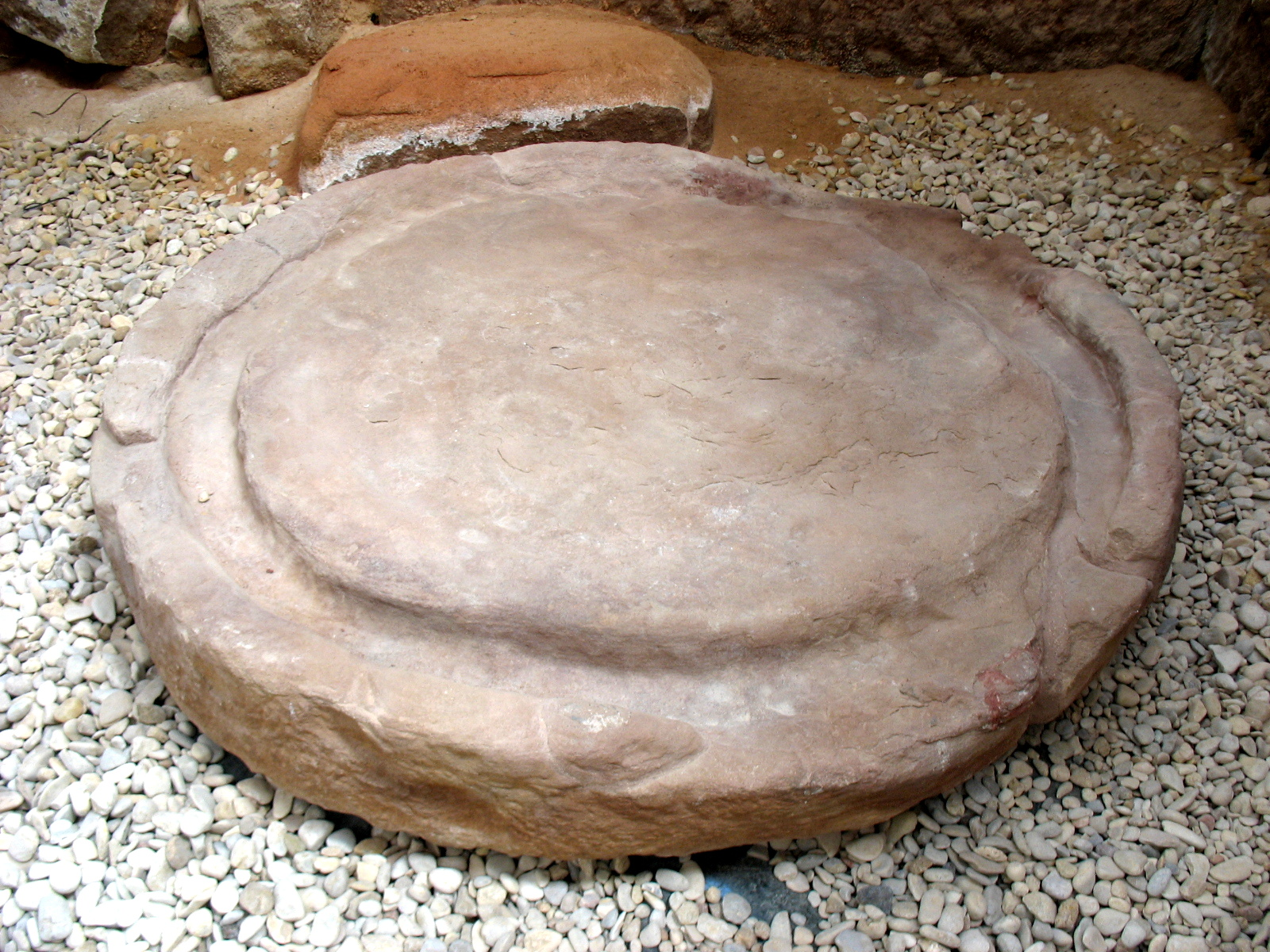
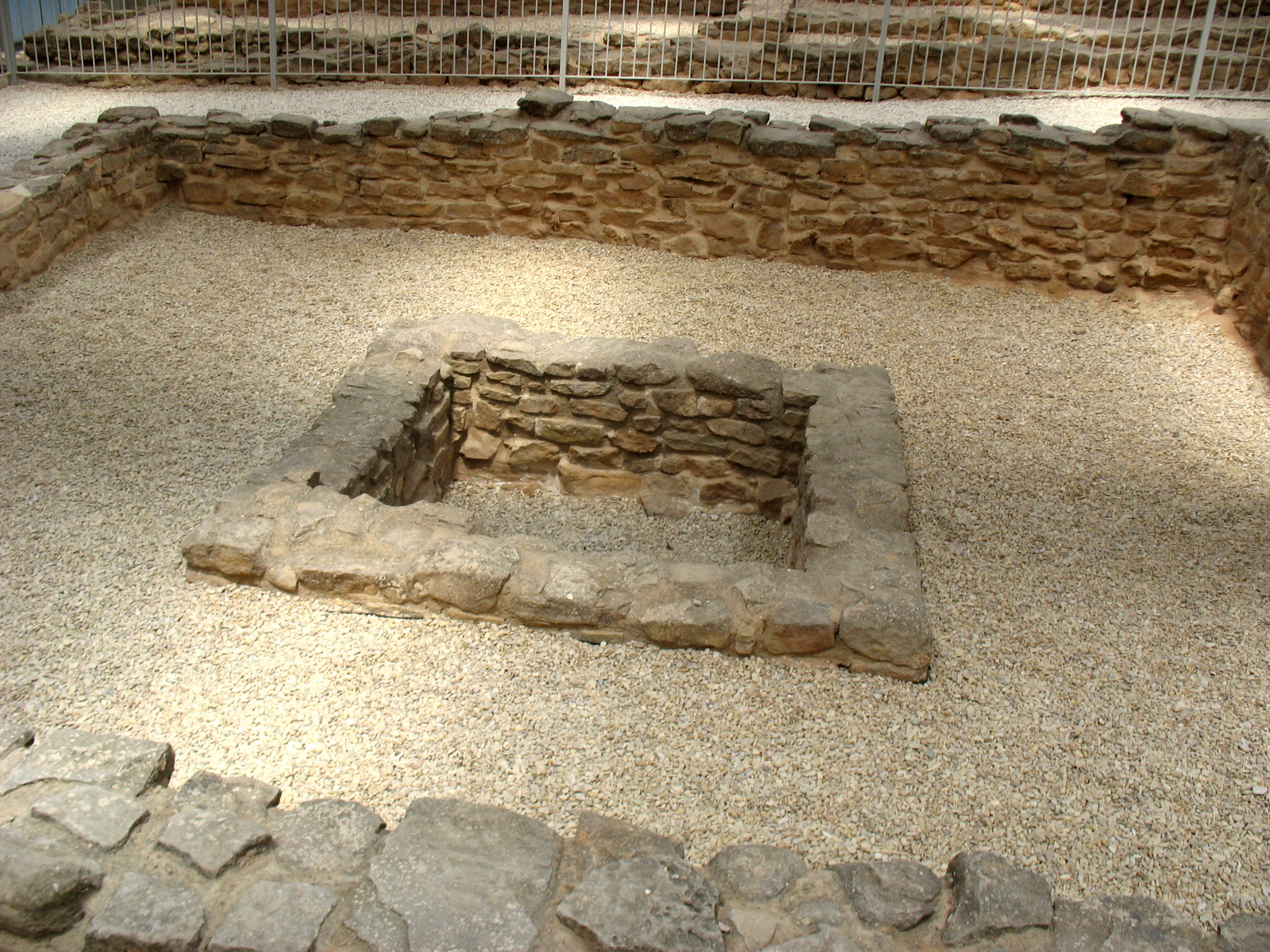
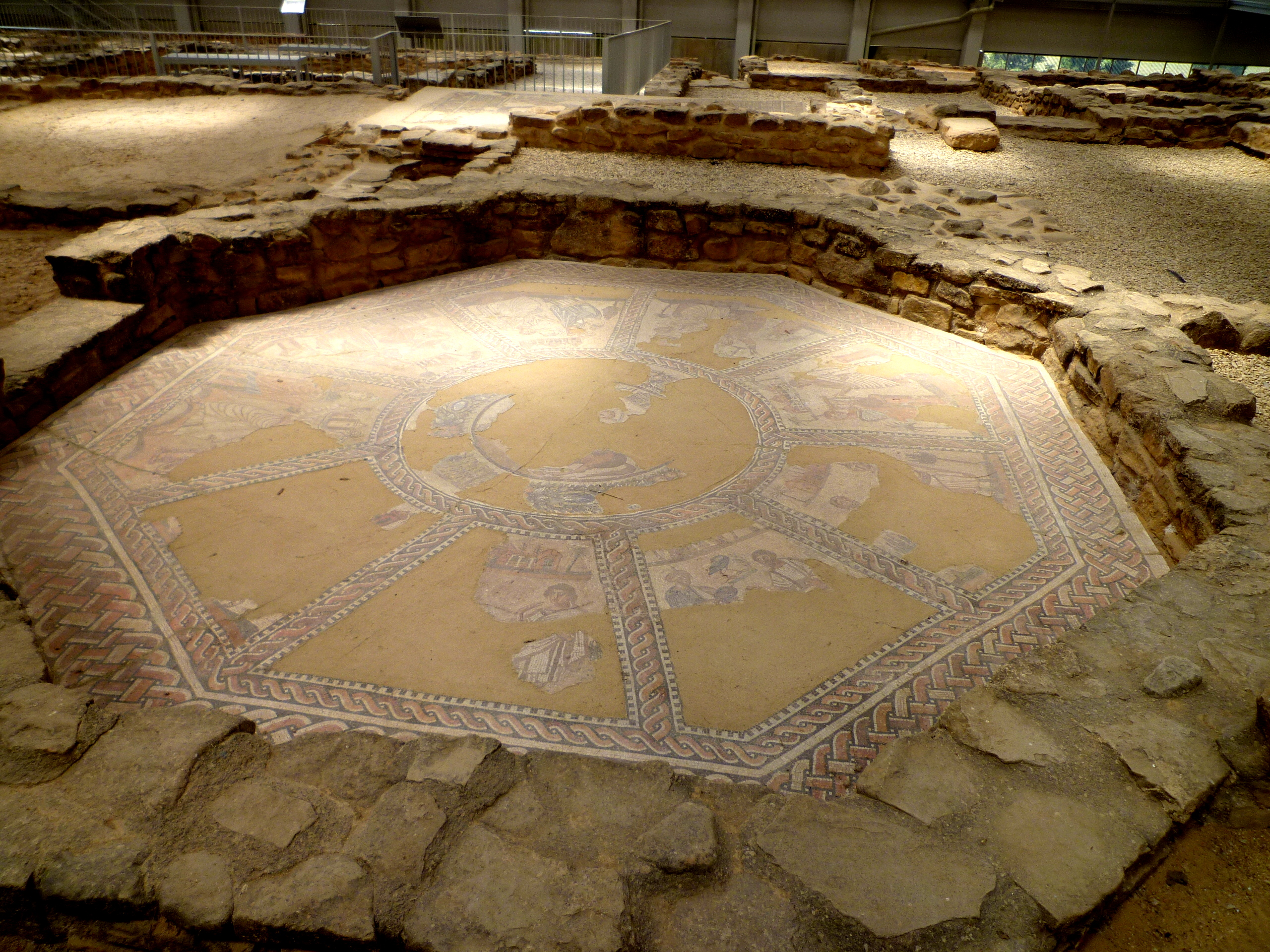
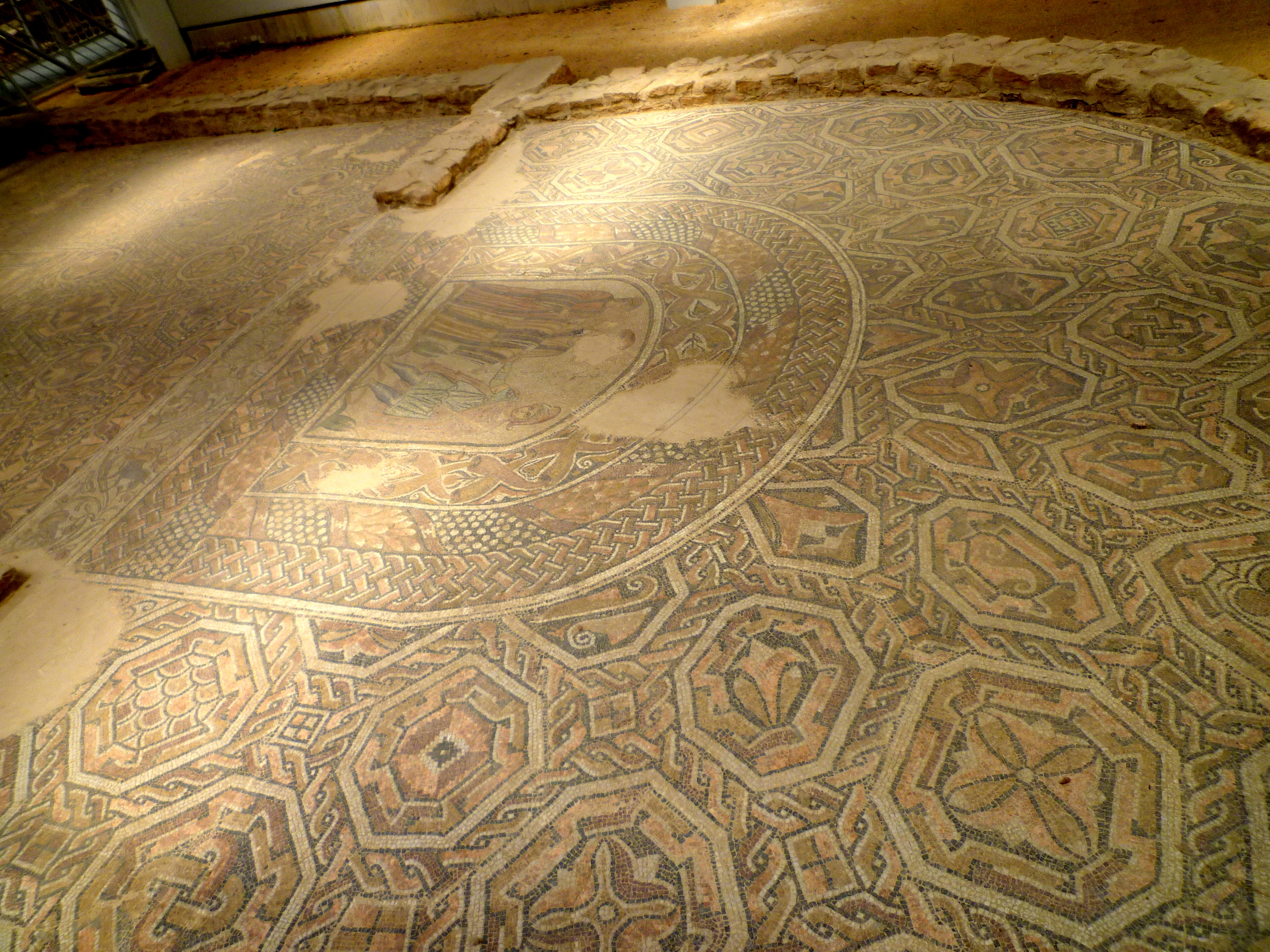
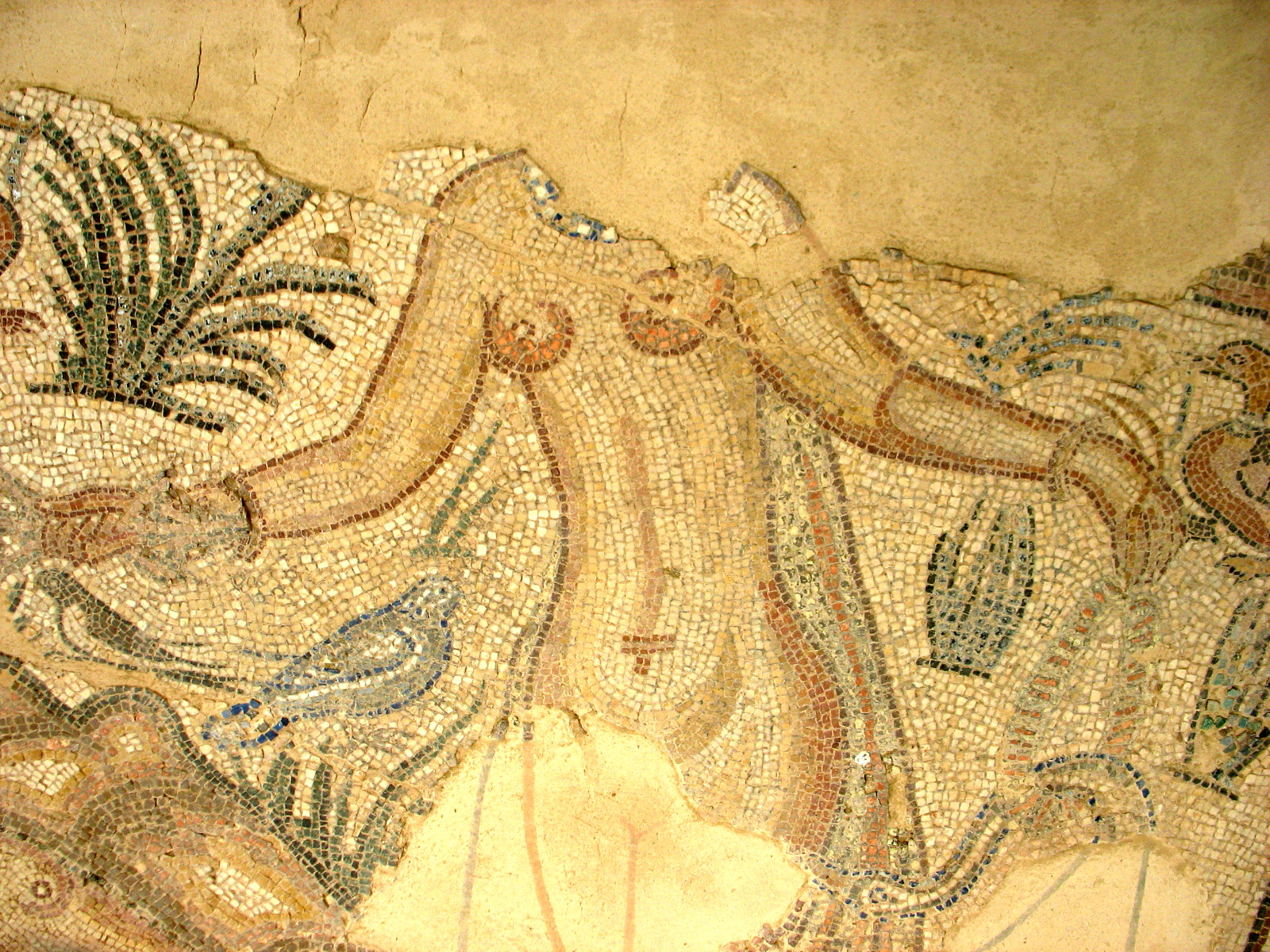
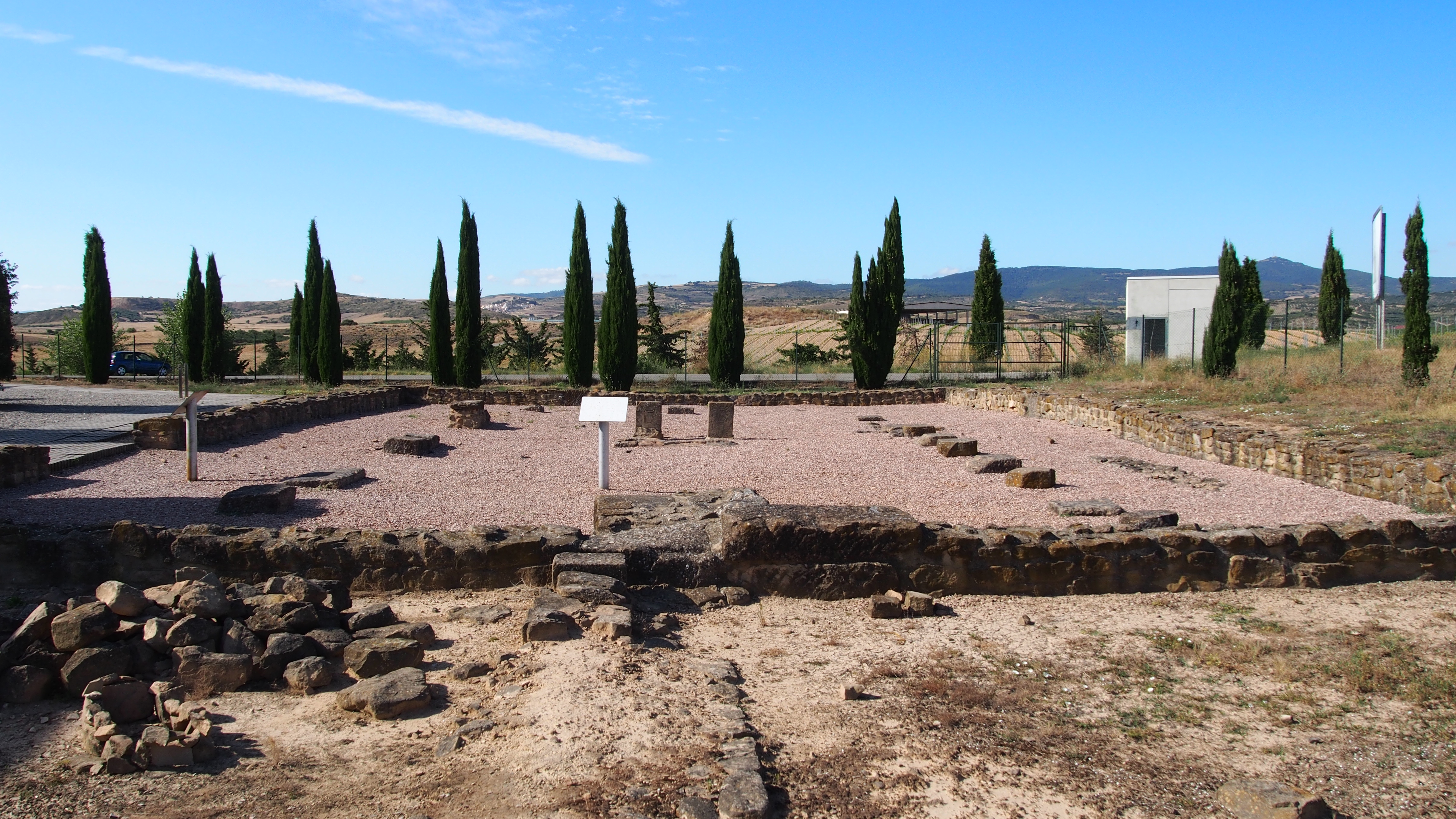

## Fases de ocupación
Tras los estudios de los hallazgos se ha determinado que en el lugar se distinguen tres fases de ocupación diferentes: una primera, entre el siglo I y el siglo III; la segunda, entre el siglo IV y el siglo V; y, por último, entre el siglo VI y el siglo VII. A su vez, distinguen dos fases estructurales:
- Primera. 
  - Pars urbana con un «peristilo con gran riqueza con acceso por la parte oeste que cuenta con un muro posiblemente defensivo. Conjunto estructurado en torno a un patio central.
  - Pars fructuaria «con tres conjuntos: edificaciones agrícolas como un granarium y un horreum, una bodega bastante completa (torcularium o lugar de prensado, lacus para la fermentación, cotinale para el tratamiento del mosto y la cella vinaria o almacén de 28’50 x 7’10 m sustentante de la planta de arriba) con larario o lugar de culto a los dioses lares; y una cisterna de agua con capacidad para 168 m3.»[20]
- Segunda.
  - Pars urbana «donde destaca un distribuidor que da acceso al oecus de 90 m2 (espacio rectangular más una exedra ultrasemicircular), al cubiculum o dormitorio del propietario y a un tablinum-musaeum o sala de lectura. Hay indicios de unas termas. Como elemento destacado, tenemos un conjunto religioso dedicado a Cibeles, o Taurobolium, estructura rectangular de 377’50 m2 porticada con patio abierto y altar. Un stabulum mantendría a las reses necesarias para los rituales y un conjunto de cubicula o habitaciones agrupadas en una estructura rectangular de 16’5 x 13’5 m cercana quizá pudo albergar a los iniciados o ser parte de la misma pars urbana.»[20]

## Restos arqueológicos
- Material cerámico (cerámica común, cocina, sigilata) destacando las 90 dolia de la instalación vitivinícola.[20]
- Monedas, más bien restos monetarios, abarcando el período entre Constantino I (310) y Magno Máximo (388).[20] aunque también, en el relleno de la bodega ha aparecido una moneda de Tiberio.[21]
- Rejas romanas de ventana que como consecuencia de un incendio, «cayeron al exterior de la edificación»[14] y quedaron sepultadas por materiales de la destrucción sobre los que más tarde se volvió a edificar la villa tardía de fecha similar a los mosaicos.[21] Según afirmaba en 1996 la directora del Museo de Navarra, la arqueóloga María Ángeles Mezquíriz Irujo, dada la reutilización de este tipo de material, no suele ser frecuente encontrar este tipo de resto arqueológico. Se conocen pocos en Europa, y entonces en España solamente se conocían «cuatro ejemplares, dos procedentes de Mérida, uno de Mulva (Villanueva del Río y Minas, Sevilla) y la procedente de Pollentia (Pollensa, Mallorca).[22] Posteriormente han ido apareciendo algunos más, como los hallados bajo la Catedral de Valencia en 2016.[23]
- Los mosaicos romanos encontrados son:[20]
  - Conjunto del oecus: Dos mosaicos. En el espacio rectangular hay una representación de la Despedida de Attis rodeada de decoración geométrica variada donde vemos al héroe marchar observado por la diosa entronizada como una matrona acompañada por una dama y un hombre barbudo. En la exedra vemos los Esponsales de Attis con la hija del rey de Pesinunte, también con decoración geométrica.
  - Cubiculum. Escena del Nacimiento de Attis recogido por una ninfa y decoración geométrica.
  - Musaeum. El conocido como Mosaico de las Musas, fechado en el siglo IV, está encuadrado en un espacio octogonal con las nueve diosas y sus maestros. Este conjunto «es el ejemplar más completo de Hispania con iconografía de estos seres mitológicos».[24] Con respecto a esta inspiradora obra conservada en el Museo Arqueológico Nacional, el técnico del CSIC, Alejandro Villa del Castillo, afirma:

«El mosaico estaba situado en una estancia octogonal, seguramente un musaeum (templo de las musas), destinado a actividades intelectuales; daría lugar al nombre de “museo”, ya con la acepción que manejamos en la actualidad. Seguramente, y debido a su belleza y perfección técnica, la palabra “mosaico” significa “obra inspirada por las musas”, protagonistas de este mosaico.»
Alejandro Villa, enero 2020

## Mosaico de las Musas
Este mosaico fue encontrado en la parte alta de la villa, lugar ocupado por la plantación de una viña; lo que sería la pars urbana. Fue hallada en 1882 y adquirida ese mismo año por el Gobierno y poco después trasladada al Museo Arqueológico Nacional. 
Este mosaico nos permite conocer cómo era una villa o vivienda rural romana. Presenta una forma octogonal dividida en nueve sectores trapezoidales, decorados con teselas de múltiples colores (blanco, azul claro y oscuro, ocres, castaños, grises, negros y verdes). En cada uno de estos compartimentos se ha representado un grupo integrado por sabios, generalmente en posición sentada y una musa en pie delante de la villa. La división de estos nueve compartimentos está vinculada a la iconografía de las Musas, que eran nueve hermanas, fruto de nueve noches de amor de la titánide Mnemósine y Zeus. Estas divinidades son las encargadas de deleitar a los olímpicos mediante el pensamiento en todas sus formas: elocuencia, persuasión, sabiduría, historia, astronomía y matemáticas.
Estos nueve compartimentos se encuentran en torno a un espacio circular en el centro de la composición, rodeado por una hermosa girnalda de lentisco. Se conserva la decoración, los cuartos traseros de un caballo, se cree que pudo ser un Pegaso.
Todo el perímetro exterior está decorado mediante anchas trenzas. Cada uno de los sectores que divide el octógono presenta distintas iconografías, pero en todos aparece, como fondo, la representación de una villa y diversos ejemplos de vegetación que sirven como marco de la escena.
En el sector I, se conserva un resto de edificación y restos de una túnica y un pie de un personaje. En el sector II se encuentra de pie un hombre ataviado con una túnica blanca, adornada con clavi en tono marrón y un pallium. Sujeta un volumen en la mano izquierda, y al fondo se ve una villa con pórtico de columnas blancas y un torreón. En el sector III la musa Urania, la musa de la astronomía, viste estola azul y manto blanco; la musa porta la esfera y el radius o compás haciendo alusión a la astronomía y al universo en la filosofía estoica. Urania está acompañada de Arato, poeta y astrónomo, vestido con túnica blanca y sosteniendo un volumen. Arriba de ambos apreciamos los restos de una construcción arquitectónica y un ave.
En el sector IV está Calíope, musa de la poesía, acompañada de Homero; solo se conserva su cabeza. El fondo de este sector está decorado con una villa y palmeras. En el sector V percibimos una musa, la cual podría ser Érato o Terpsícore, representada la musa con una lira. Ésta está acompañada de un orador vestido de túnica adornada con clavi de color marrón y pallium blanco. En el fondo de ambos personajes encontramos una villa de tres cuerpos y seis columnas unidas por una barandilla, rodeada de palmeras. En VI aparece un maestro sentado y una musa, la cual podría ser Melpómene, la de los cantos y la épica; esto se deduce porque a su izquierda hay una basa con una máscara. La musa aparece de pie con el brazo alzado en acción de declamar; viste una túnica con grandes pliegues y calza coturnos altos. Por otro lado, el maestro calza caligae (sandalias) y sus pies se encuentran en un pedestal rojo.
En el sector VII se encuentra Talía, la musa de la comedia, acompañada por Menandro. De nuevo en la parte superior observamos una villa y otra ave. En el sector VIII está Euterpe, la musa de la tragedia, que viste una estola ocre con los bordes de azul y otra en rojo, y lleva la cintura ajustada con un cíngulo rojo. La acompaña Hiagnis, inventor de la flauta de un solo tubo que toca la musa. En el IX encontramos a la musa de la historia, Clío, que lleva corona y pendientes; la vestimenta es la misma que la de sus hermanas. La musa lleva entre sus manos un cálamo y en la otra un díptico. Con ella aparece Cadmo, historiador y descubridor de la escritura fenicia, quien también porta un volumen. En el fondo de la escena hay otra villa.

Mosaico de Las Musas (Museo Arqueológico Nacional)
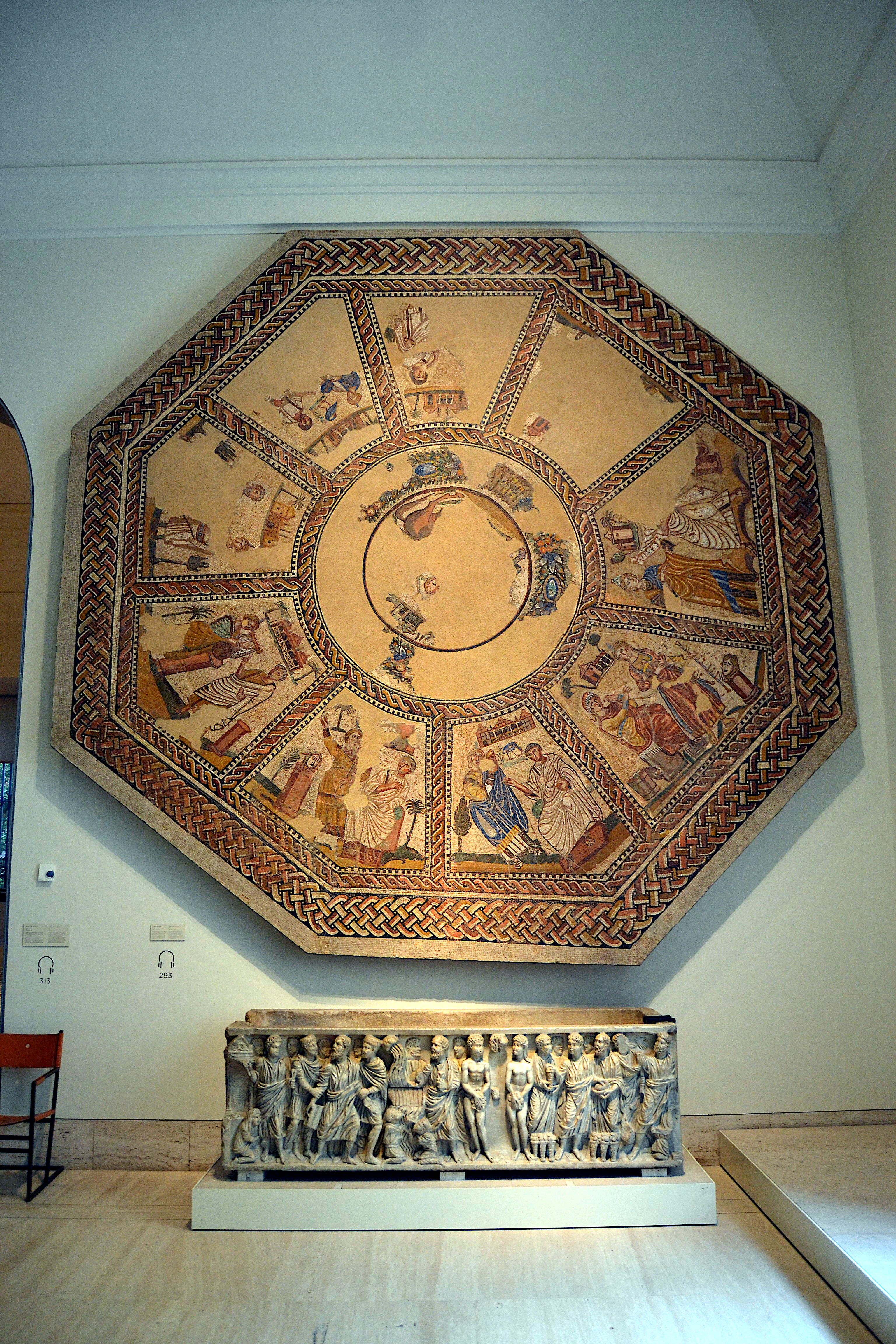
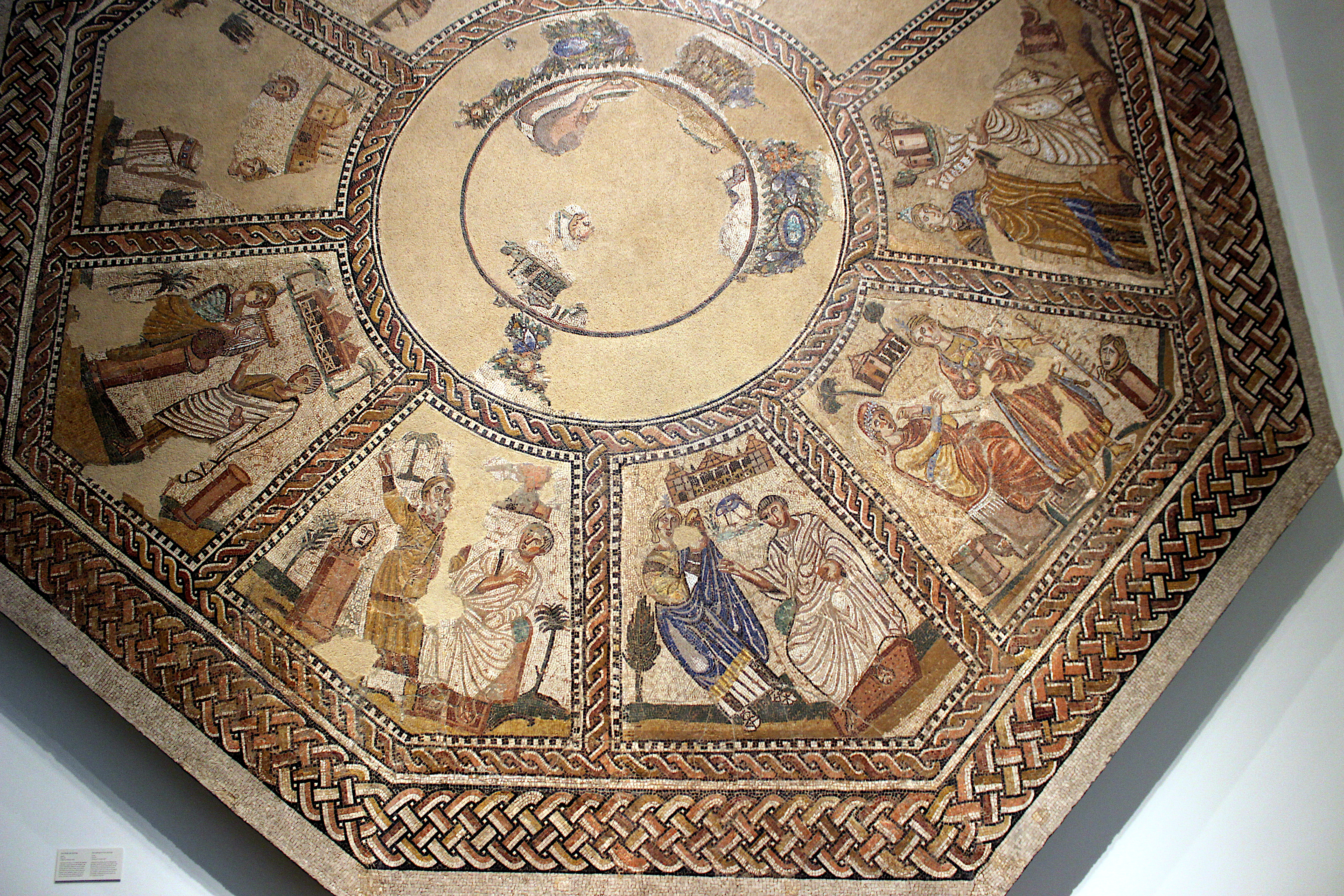
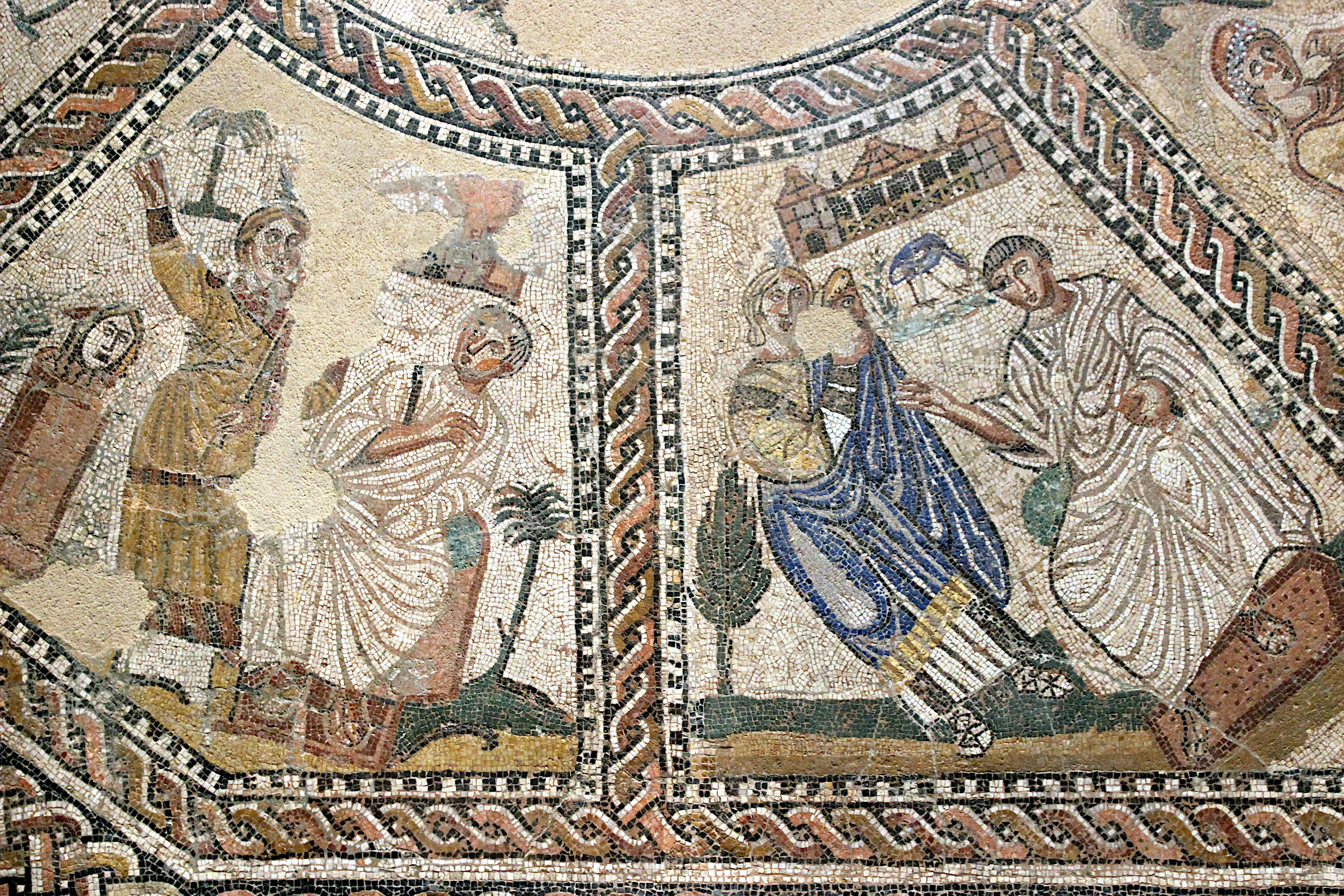
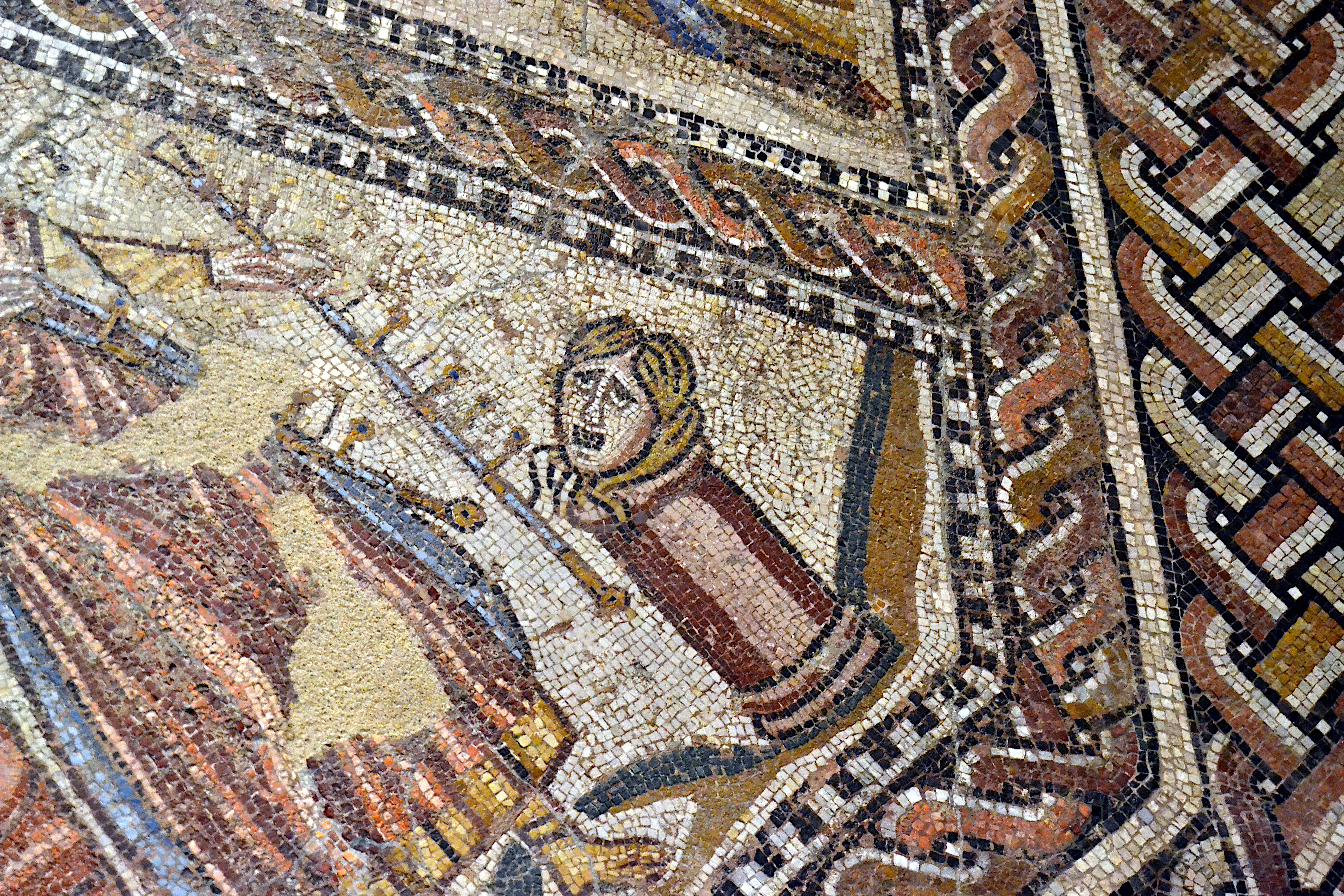

## Edificio funcional
Abarcando una superficie de 2411 m2, en marzo de 2008 se inauguró un edificio funcional que integra los restos de la villa, donde se colocaron nueve paneles murales sobre paredes de hormigón y 14 paneles informativos, a modo de atriles, en los pasamanos de la barandilla.

### Villas romanas en Navarra
- Villa romana de Liédena
- Villa romana del Ramalete

### Yacimientos romanos en Navarra
- Andelo
- Ciudad romana de Cara (Santacara)
- Santa Criz de Eslava